# Chariesthes ertli
Chariesthes ertli là một loài bọ cánh cứng trong họ Cerambycidae.